# Ogdóada

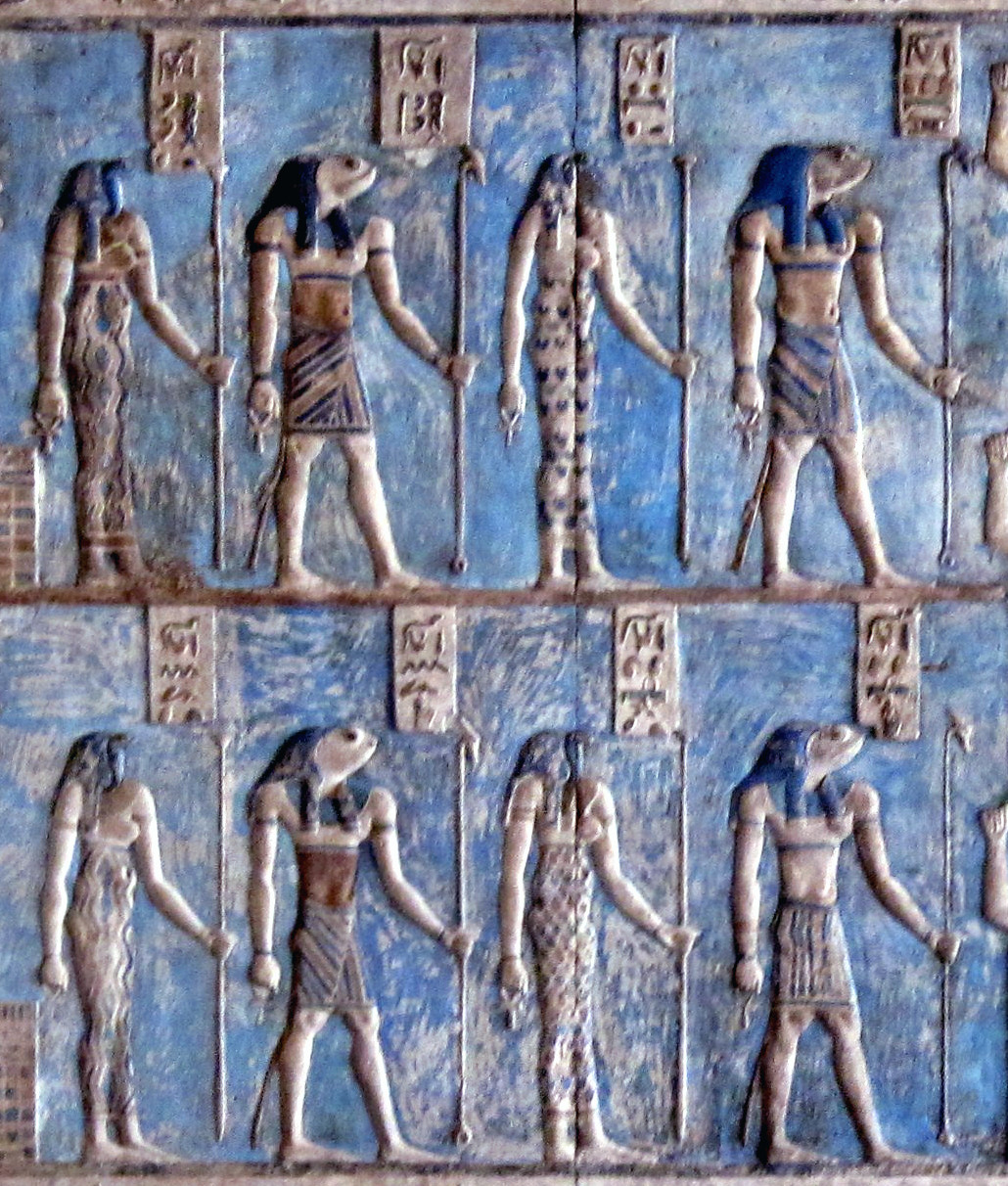
La Ogdóada, relieve policromado del templo de Dendera.

Ogdóada es el nombre del conjunto de ocho deidades primordiales, también llamadas "las almas de Tot", que constituían una entidad indisoluble y actuaban juntas, según la mitología egipcia. 
La Ogdóada consta de cuatro parejas de dioses (encarnando cuatro conceptos en sus aspectos masculino-femenino), que juntos, personifican la esencia del caos líquido primigenio existente antes de la creación del Mundo. 
La primera pareja la forman Nun y Naunet, "las aguas primordiales", "el océano primordial" o "el caos"; la segunda, Heh y Hehet, "el espacio infinito" o "lo ilimitado" (simbolizada por el agua que se estanca y busca su camino); la tercera, Kuk y Kauket, "las tinieblas" o "la oscuridad" y la cuarta, Nia y Niat, "la vida", "la indeterminación espacial" o "la que se separa", a veces sustituidos por Tenemu y Tenemet, "lo oculto" o, más tarde, por Amón y Amonet, "el principio de lo misterioso" o "el oculto". 
Juntos, los cuatro conceptos representan el estado primordial, lo que no se ve ni se toca, la antítesis de la vida, pero por su concepción de parejas de ambos sexos, representan al tiempo lo que puede ser, el estado fundamental del comienzo. En el mito, sin embargo, su interacción en última instancia, resultó ser tan desequilibrada, que produjo un cataclismo y dio como resultado el surgimiento de un montículo primigenio, en cuyo interior había un huevo cósmico. La teología hermopolitana atribuye el suceso a Tot, dios protector de Hermópolis. El montículo se convirtió en una "isla de fuego" y el huevo se fue incubando, hasta que salió del mismo el dios del sol, Ra, que ascendió hasta el cielo. Después de un largo descanso, Ra, junto con las otras deidades, crearon todas las demás cosas del mundo.
Las omnipresencias masculinas de la Ogdóada son representadas como ranas, o personajes con cabeza de rana, mientras que las diosas son simbolizadas con forma de serpiente, o como mujeres con cabeza de sierpe. También podían representarse como parejas de babuinos (que representaban al dios Tot), por estar asociados al dios sol, puesto que anunciaban el amanecer con sus aullidos. Más tarde, fueron incluso representados como cuatro toros y cuatro vacas.
Las deidades fueron especialmente veneradas en Hermópolis Magna, la ciudad del Alto Egipto, que en idioma egipcio se denominaba Jemenu, "la ciudad de los ocho". Existe una leyenda que dice que parte de la cáscara del huevo cósmico está enterrada en su gran templo.
También tenían un santuario en Medinet Habu, al oeste de Tebas.

## Variante con el huevo
La primera versión del mito dice que una entidad surge de las aguas como un montículo de tierra, la Vía Láctea, que fue deificada como Hathor. Un pájaro celestial deja un huevo sobre este montículo. El huevo contenía a Ra. En la versión original de esta variante, el huevo es puesto por un ganso cósmico. Sin embargo, después del incremento del culto a Tot, se dijo que había sido un regalo de este dios y que lo había puesto un ibis, el pájaro con el que se le asoció.

## Variante con el loto
Posteriormente, cuando Atum se había asimilado a Ra como Atum-Ra, fue adoptada la cosmogonía de la Enéada, en la creencia de que Atum surgió de una flor de loto azul egipcio y unido a Ra. El loto habría surgido de las aguas después del cataclismo como un capullo, que flotaba en la superficie, y poco a poco abrió sus pétalos del que salió de su interior el escarabajo Jepri. Este dios, un aspecto de Ra que representa al sol naciente, se convierte en un niño llorando - Nefertum (el joven Atum), cuyas lágrimas formaron a las criaturas de la tierra. Más adelante, cuando el dios Jepri fue absorbido totalmente por Ra, se dijo entonces que Ra había salido del loto, de niño, en lugar de que Ra fuese Jepri temporalmente. A veces el niño es identificado como Horus, aunque esto se debe a la fusión de los mitos de Horus y Ra en el dios Ra-Harajtis.